# Scandalo del vino al metanolo in Italia

Roma, aprile 1986: Carabinieri del nucleo anti-sofisticazione controllano in un supermercato che le bottiglie in vendita non appartengano alle aziende sotto inchiesta

Lo scandalo del vino al metanolo fu una truffa perpetrata mediante adulterazione di vino da tavola con il metanolo che si verificò in Italia nel 1986 e portò alla morte di 23 persone e all'intossicazione di altre 153, alcune con danni neurologici permanenti e 15 rimaste non vedenti.

## Fatti
La vicenda ebbe inizio il 17 marzo 1986, data in cui iniziarono ad avere luogo avvelenamenti e intossicazioni di parecchie decine di persone, per la maggior parte residenti in Lombardia, Piemonte e Liguria, con lesioni personali gravissime (cecità e danni neurologici) e, in 23 casi, la morte. Le vittime avevano tutte bevuto vino proveniente e prodotto dalle cantine della ditta Ciravegna di Narzole, in provincia di Cuneo. I titolari, padre e figlio Ciravegna, avevano infatti aggiunto al vino dosi molto elevate di metanolo per alzarne la gradazione alcolica, ignorando che il metanolo, pur essendo molto simile nell'aspetto, nell'odore e nel sapore all'etanolo, normalmente presente in tutte le bevande alcoliche, al contrario di quest'ultimo è estremamente tossico per l'organismo umano.
Il metanolo è un prodotto intrinseco della fermentazione dell'uva e quantità esigue di esso sono quindi considerate normali nella misura compresa tra 0,15 e 0,60 ml su 100 ml di alcol etilico complessivo, ma una dose eccessiva può rivelarsi letale, come nel caso occorso. Dalla metà del dicembre 1985 al marzo 1986 fu infatti impiegata una quantità di metanolo di circa 2 tonnellate e mezzo. Per aumentare la gradazione del vino, il metanolo era un elemento più a buon mercato dello zucchero in quanto, all'epoca, era sgravato dall'imposta di fabbricazione.
Il vino sofisticato prodotto dai Ciravegna venne imbottigliato e successivamente commercializzato dalla ditta Vincenzo Odore di Incisa Scapaccino, in provincia di Asti. Nel marzo 1986, dopo i primi tre decessi, dalla procura partirono comunicazioni giudiziarie per le ipotesi di omicidio colposo plurimo, lesioni colpose, violazione dell'articolo 22, comma 2, lettera d del D.P.R. 12 febbraio 1965, n. 162; di lì a pochi giorni scattò l'arresto per i titolari Ciravegna. Tra tutte le persone coinvolte, Giovanni Ciravegna (deceduto nel 2013) è stato infatti successivamente identificato come il principale responsabile.
Già nel 1984 l'Ispettorato Centrale Repressione Frodi (ICRF) di Treviso aveva fatto visita alla ditta contestando un uso improprio ed eccessivo di metanolo. A seguito del controllo e delle analisi condotte fu eseguito un sequestro preventivo e partì contestualmente una denuncia della quale non si ebbe più traccia, tanto che i titolari avevano continuato indisturbati a produrre vino sofisticato fino all'accadimento dell'evento drammatico.

## Conseguenze, indagini e condanne
Il ricovero ospedaliero di una donna intossicata, sopravvissuta ma rimasta non vedente, permise nel 1986 di scoprire che in realtà erano molte le aziende vinicole italiane che vendevano prodotti costituiti da miscele di liquidi e alcol metilico. In tutto furono una sessantina le aziende coinvolte, secondo le indagini coordinate dalla Procura di Milano che, in capo a cinque settimane, fece piena luce sullo scandalo. Questo ebbe pesanti ripercussioni anche sul mercato del vino italiano in generale: solo l'anno prima l'export italiano era cresciuto del 17% in quantità e del 20% in valore; il 1986 si chiuse con una contrazione del 37% degli ettolitri e la perdita di un quarto del valore incassato l'anno prima.
A differenza di altri Paesi usuali importatori di vino italiano, in Germania Ovest addirittura la fornitura italiana venne bloccata per settimane alla dogana, in quanto le autorità tedesche non si fidarono dei controlli eseguiti nei laboratori italiani e preferirono far eseguire ulteriori verifiche da parte dei propri istituti d'analisi: esse si rivelarono corrispondenti al 100% con i risultati dei controlli effettuati in Italia. Le ditte ufficialmente inquisite a seguito dello scandalo furono: Ditta Odore Vincenzo di Incisa Scapaccino (Asti); Ditta Ciravegna Giovanni di Narzole (Cuneo); Ditta Fusco Antonio di Manduria (Taranto); Ditta Giovannini Aldo di Quincinetto (Torino); Ditta Baroncini Angelo di Solarolo (Ravenna); Industrie enologiche Bernardi Primo S.n.c. di Mezzano Inferiore (Parma); Ditta Piancastelli Roberto di Riolo Terme (Ravenna).

Milano, marzo 1986: analisi di laboratorio su alcune bottiglie sequestrate

Nel 1992 si concluse il processo di primo grado, presso la prima sezione della Corte d'assise di Milano, con condanne sino a 16 anni di reclusione. In particolare Giovanni e Daniele Ciravegna, i due principali imputati, sono stati condannati rispettivamente a 14 e 4 anni di carcere. Giovanni Ciravegna, dopo essere uscito dal carcere nel 2001, si è dato alla produzione di vino in proprio nella sua casa situata nelle Langhe. A seguito dell'inchiesta, altre bottiglie di vino al metanolo furono rintracciate presso le aziende vinicole di Veronella e Monteforte d'Alpone, in provincia di Verona, e Gambellara, in provincia di Vicenza. Il titolare dell'azienda di Veronella fu successivamente arrestato.

## I mancati risarcimenti alle vittime
In merito ai risarcimenti per le vittime del metanolo, attualmente l'associazione Vittime del metanolo si batte per veder riconosciuto il diritto a indennizzi per le famiglie colpite che, ad anni di distanza, non sono ancora stati riconosciuti, anche a fronte di interrogazioni parlamentari e diverse iniziative in merito. Inoltre gli imputati, in particolare i Ciravegna, che avrebbero dovuto versare ingenti sanzioni pecuniarie, si sono sempre dichiarati nullatenenti, fatto che ha precluso il pagamento di qualsiasi somma.

## Conseguenze
A seguito dello scandalo del vino al metanolo ci fu una profonda sensibilizzazione nell'opinione pubblica; un segno tangibile di questo rinnovato interesse per la sicurezza alimentare fu la diffusione capillare su tutto il territorio italiano dei nuclei anti-sofisticazione (NAS) dei Carabinieri a controllo e tutela della qualità dei prodotti.

## Eventi simili
Nel giugno 2009 si è avuta notizia di un simile scandalo a Bali, dove sono morte almeno 25 persone per circostanze del tutto analoghe.
Nel dicembre 2010 in Cina sono state arrestate 6 persone accusate di aver adulterato il vino, inducendo le autorità locali a chiudere decine di aziende vinicole e a ritirare dal mercato centinaia di bottiglie, già presenti sugli scaffali dei diversi magazzini. La notizia è stata riportata dall'Agenzia di Stato e dalla televisione di stato cinese CCTV.
Un altro episodio analogo si è verificato nell'isola greca di Zante nell'agosto 2016, dove ad essere sofisticata con il metanolo è stata una bottiglia di vodka. Dopo 36 ore la vittima, una ragazza di 22 anni, si è ritrovata cieca e con una grave insufficienza renale.